# 马西娅·古德赖特
马西娅·古德赖特（英語：Marcia Gudereit，1965年9月8日—），加拿大女子冰壶运动员。她曾代表加拿大获得1998年冬季奥运会女子冰壶比赛金牌。她也曾三次获得世界女子冰壶锦标赛冠军。